# Błona tarczowo-gnykowa

Krtań człowieka. Błona tarczowo-gnykowa – thyrohyoid membrane, więzadło tarczowo-gnykowe pośrodkowe – median thyrohyoid ligament, więzadło tarczowo-gnykowe boczne – lateral thyrohyoid ligament, gałąź wewnętrzna nerwu krtaniowego górnego i tętnica krtaniowa górna – superior laryngeal nerve and artery.

Błona tarczowo-gnykowa, błona gnykowo-tarczowa (łac. membrana thyrohyoidea, membrana hyothyroidea) – w anatomii człowieka jedno z połączeń zewnętrznych krtani. Stanowi ona luźną, ale silną blaszkę tkanki łącznej rozpiętą między górnym brzegiem chrząstki tarczowatej a powierzchnią tylną trzonu i rogami większymi kości gnykowej. Pośrodkowo wzmacnia ją pionowo biegnące sprężyste więzadło tarczowo-gnykowe pośrodkowe (ligamentum thyrohyoideum medianum), a po obu bokach, między wierzchołkiem rogu górnego chrząstki tarczowatej a wierzchołkiem rogu większego kości gnykowej – więzadło tarczowo-gnykowe boczne (ligamentum thyrohyoideum laterale).
W obrębie więzadła tarczowo-gnykowego bocznego zazwyczaj znajduje się mała chrząstka ziarnowata (cartilago triticea), a pomiędzy błoną tarczowo-gnykową a kością gnykową i przyczepami mięśnia tarczowo-gnykowego i mięśnia mostkowo-gnykowego – kaletki maziowe.
W bocznej części błony obustronnie występuje otwór (mniej więcej 1 cm do przodu i powyżej od guzka górnego chrząstki tarczowatej), przez który zazwyczaj przechodzi gałąź wewnętrzna nerwu krtaniowego górnego, tętnica krtaniowa górna i żyła krtaniowa górna. W przypadkach, gdy w chrząstce tarczowatej znajduje się otwór pod guzkiem górnym, naczynia krtaniowe górne lub ich odgałęzienia (znacznie rzadziej także gałąź nerwu krtaniowego górnego) mogą przechodzić przez niego zamiast przez otwór w błonie tarczowo-gnykowej.